# Jeannie River
Jeannie River är ett vattendrag i Australien. Det ligger i delstaten Queensland, omkring 1 700 kilometer nordväst om delstatshuvudstaden Brisbane.
I omgivningarna runt Jeannie River växer huvudsakligen savannskog. Trakten runt Jeannie River är nära nog obefolkad, med mindre än två invånare per kvadratkilometer. Savannklimat råder i trakten. Genomsnittlig årsnederbörd är 1 212 millimeter. Den regnigaste månaden är mars, med i genomsnitt 387 mm nederbörd, och den torraste är augusti, med 2 mm nederbörd.